# أويوني
أويوني هي مدينة، في بوليفيا، تقع في Uyuni Municipality ‏، بلغ عدد سكانها 26,958 نسمة.

## المناخ
يظهر الجدول التالي التغييرات المناخية على مدار السنة لأويوني:
| البيانات المناخية لـأويوني                                        | البيانات المناخية لـأويوني | البيانات المناخية لـأويوني | البيانات المناخية لـأويوني | البيانات المناخية لـأويوني | البيانات المناخية لـأويوني | البيانات المناخية لـأويوني | البيانات المناخية لـأويوني | البيانات المناخية لـأويوني | البيانات المناخية لـأويوني | البيانات المناخية لـأويوني | البيانات المناخية لـأويوني | البيانات المناخية لـأويوني | البيانات المناخية لـأويوني |
| الشهر                                                             | يناير                      | فبراير                     | مارس                       | أبريل                      | مايو                       | يونيو                      | يوليو                      | أغسطس                      | سبتمبر                     | أكتوبر                     | نوفمبر                     | ديسمبر                     | المعدل السنوي              |
| ----------------------------------------------------------------- | -------------------------- | -------------------------- | -------------------------- | -------------------------- | -------------------------- | -------------------------- | -------------------------- | -------------------------- | -------------------------- | -------------------------- | -------------------------- | -------------------------- | -------------------------- |
| الدرجة القصوى °م (°ف)                                             | 30.0 (86.0)                | 30.0 (86.0)                | 31.5 (88.7)                | 26.4 (79.5)                | 24.0 (75.2)                | 19.5 (67.1)                | 20.5 (68.9)                | 29.0 (84.2)                | 26.1 (79.0)                | 26.8 (80.2)                | 28.2 (82.8)                | 29.1 (84.4)                | 31.5 (88.7)                |
| متوسط درجة الحرارة الكبرى °م (°ف)                                 | 20.6 (69.1)                | 20.3 (68.5)                | 20.2 (68.4)                | 18.6 (65.5)                | 15.2 (59.4)                | 12.8 (55.0)                | 13.1 (55.6)                | 14.9 (58.8)                | 16.5 (61.7)                | 19.0 (66.2)                | 20.6 (69.1)                | 20.6 (69.1)                | 17.6 (63.7)                |
| المتوسط اليومي °م (°ف)                                            | 13.0 (55.4)                | 12.4 (54.3)                | 11.7 (53.1)                | 8.7 (47.7)                 | 4.4 (39.9)                 | 1.6 (34.9)                 | 1.7 (35.1)                 | 3.6 (38.5)                 | 5.6 (42.1)                 | 8.2 (46.8)                 | 10.3 (50.5)                | 11.6 (52.9)                | 7.7 (45.9)                 |
| متوسط درجة الحرارة الصغرى °م (°ف)                                 | 5.5 (41.9)                 | 4.6 (40.3)                 | 3.3 (37.9)                 | −1.3 (29.7)                | −6.3 (20.7)                | −9.6 (14.7)                | −9.7 (14.5)                | −7.6 (18.3)                | −5.4 (22.3)                | −2.6 (27.3)                | 0.1 (32.2)                 | 2.7 (36.9)                 | −2.1 (28.2)                |
| أدنى درجة حرارة °م (°ف)                                           | −7.4 (18.7)                | −6.0 (21.2)                | −10.0 (14.0)               | −14.0 (6.8)                | −22.0 (−7.6)               | −22.0 (−7.6)               | −24.0 (−11.2)              | −25.7 (−14.3)              | −21.5 (−6.7)               | −19.2 (−2.6)               | −15.2 (4.6)                | −8.8 (16.2)                | −25.7 (−14.3)              |
| الهطول مم (إنش)                                                   | 79.3 (3.12)                | 37.7 (1.48)                | 28.5 (1.12)                | 2.3 (0.09)                 | 0.8 (0.03)                 | 1.8 (0.07)                 | 0.0 (0.0)                  | 1.7 (0.07)                 | 1.8 (0.07)                 | 2.8 (0.11)                 | 3.8 (0.15)                 | 26.4 (1.04)                | 190.9 (7.52)               |
| متوسط أيام هطول الأمطار                                           | 11.1                       | 7.3                        | 5.8                        | 1.0                        | 0.3                        | 0.9                        | 0.0                        | 0.3                        | 0.4                        | 0.3                        | 0.9                        | 3.8                        | 32.8                       |
| متوسط الأيام المثلجة                                              | 0.0                        | 0.24                       | 0.0                        | 0.0                        | 0.04                       | 0.03                       | 0.0                        | 0.10                       | 0.0                        | 0.0                        | 0.0                        | 0.0                        | 0.48                       |
| المصدر: Servicio Nacional de Meteorología e Hidrología de Bolivia |                            |                            |                            |                            |                            |                            |                            |                            |                            |                            |                            |                            |                            |

## معرض صور

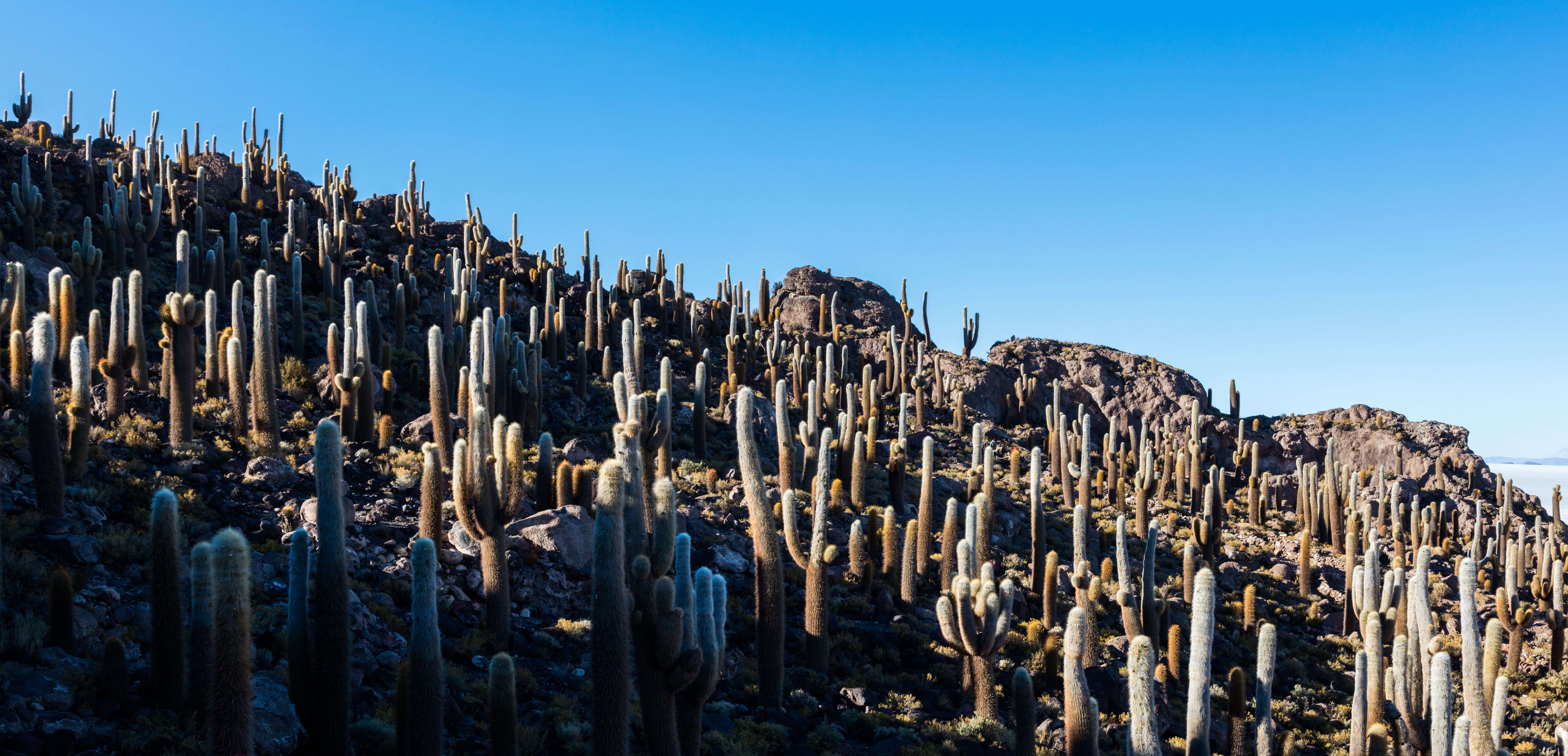
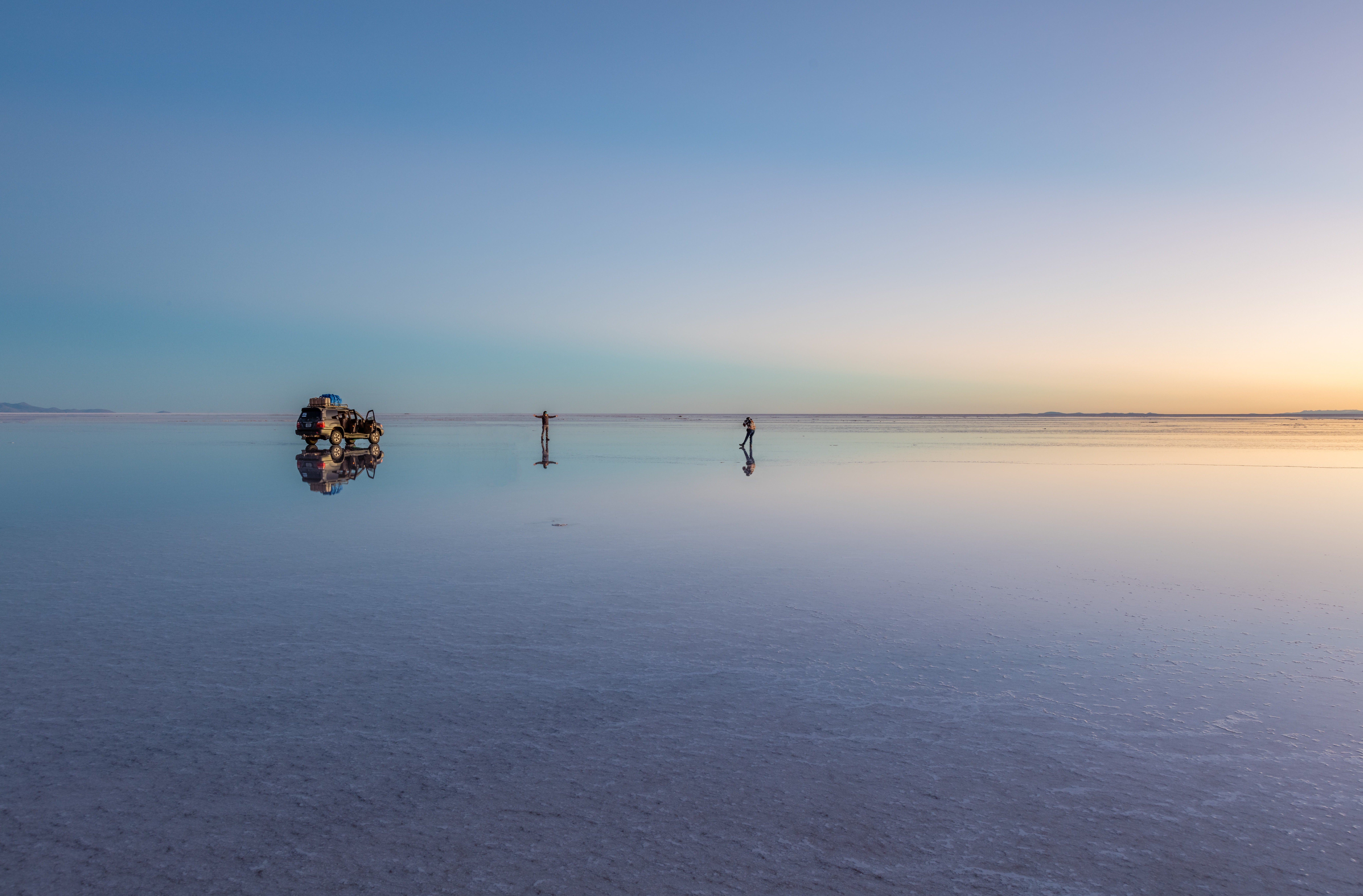
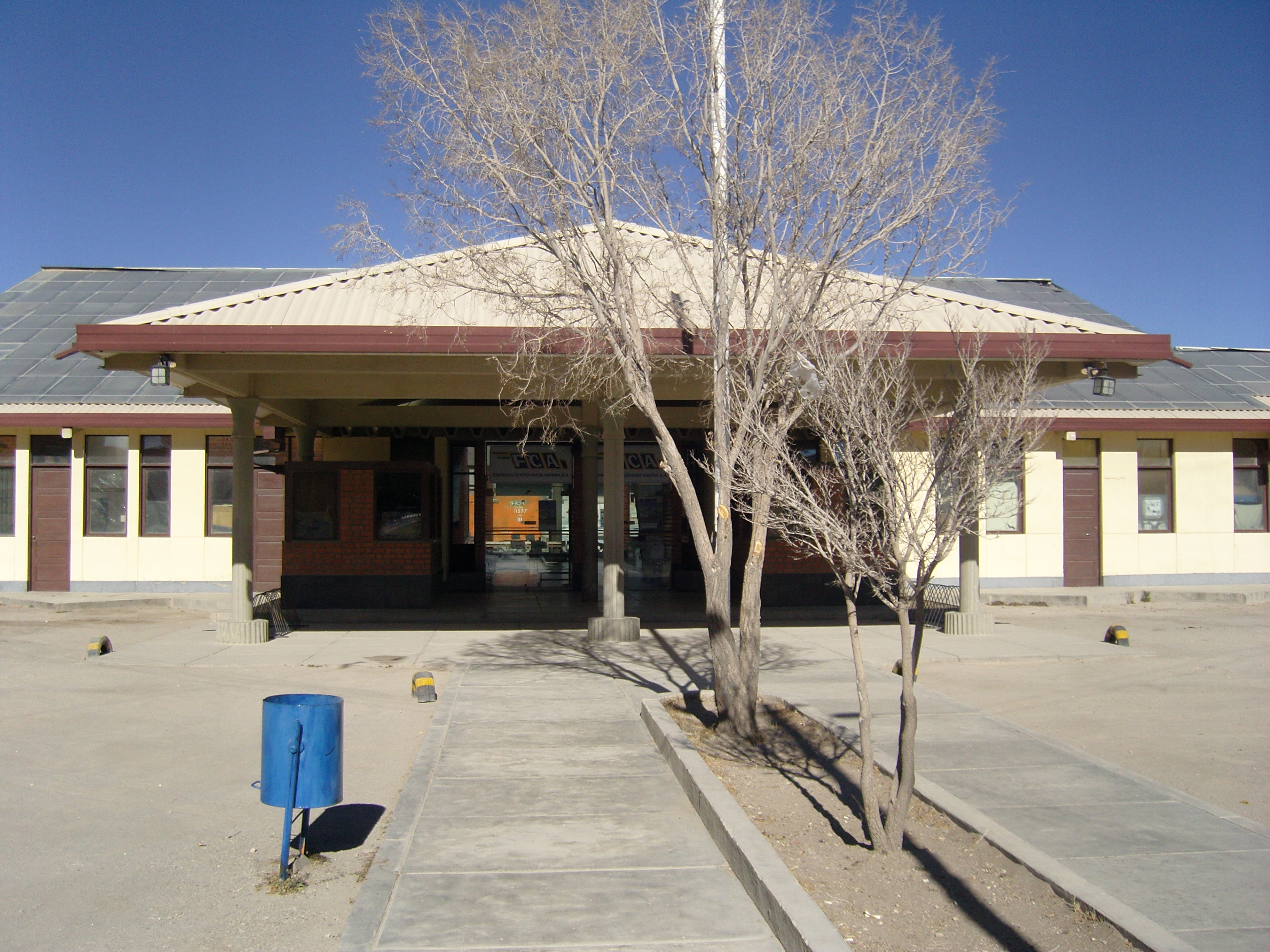
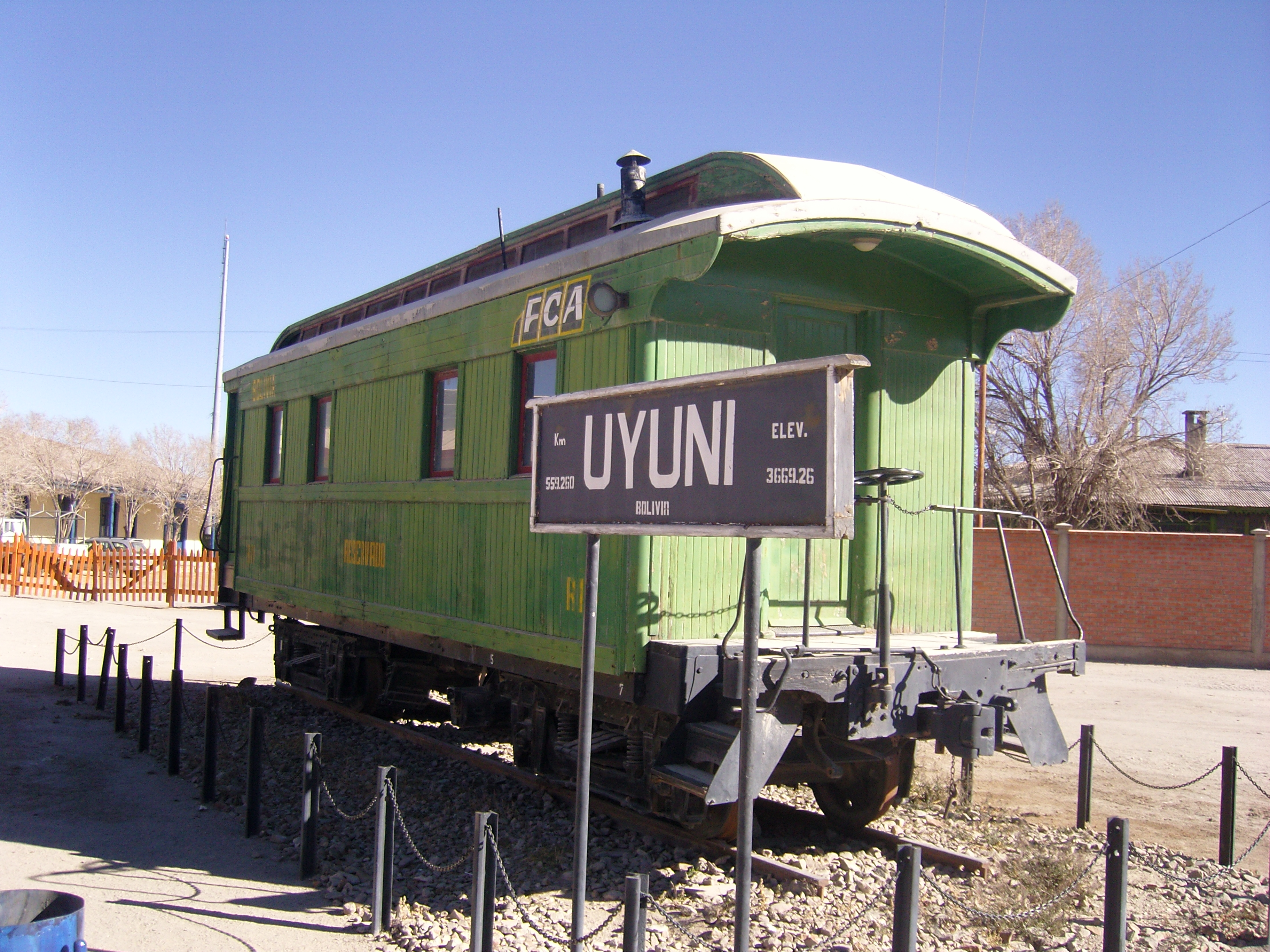
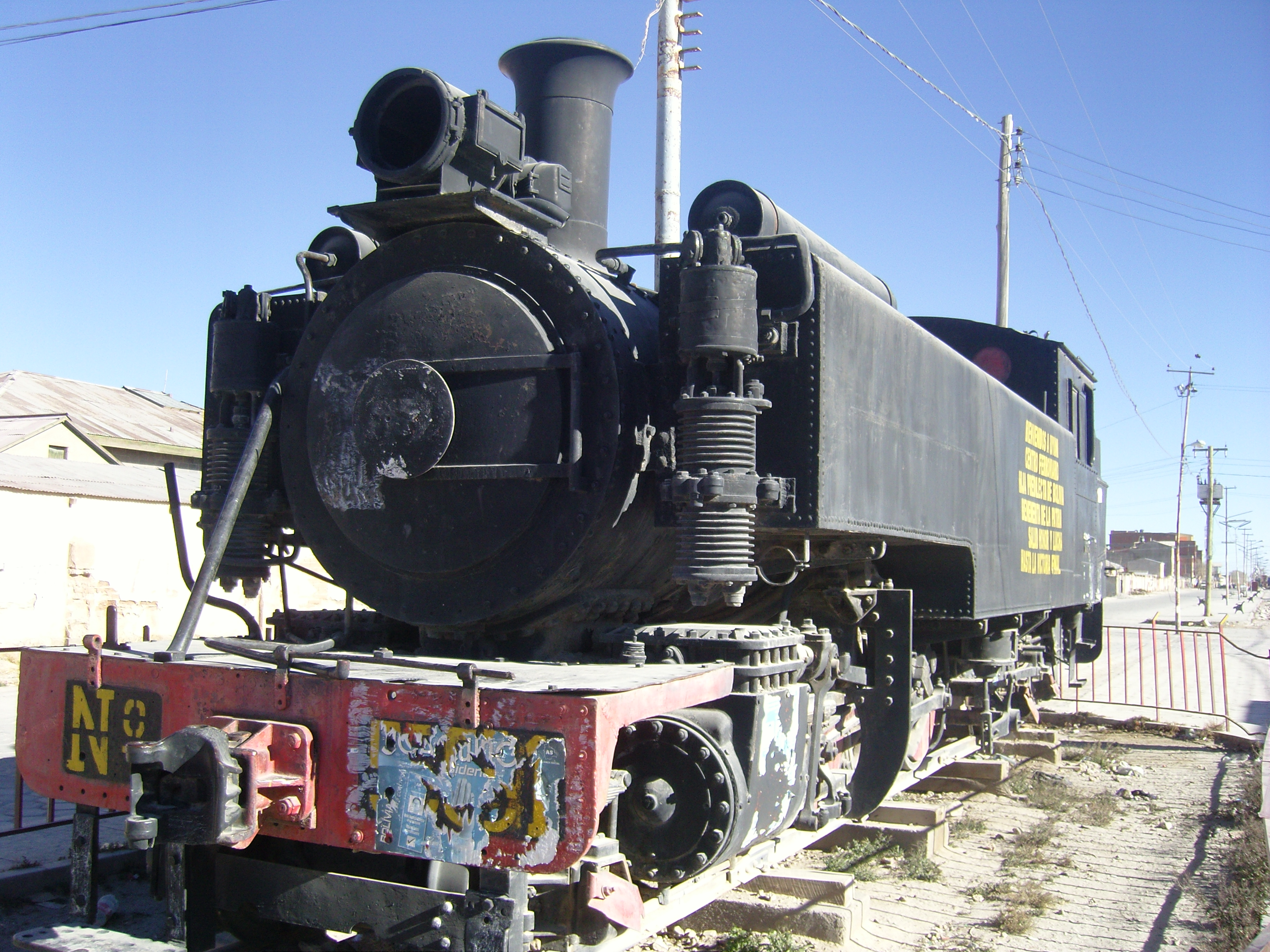
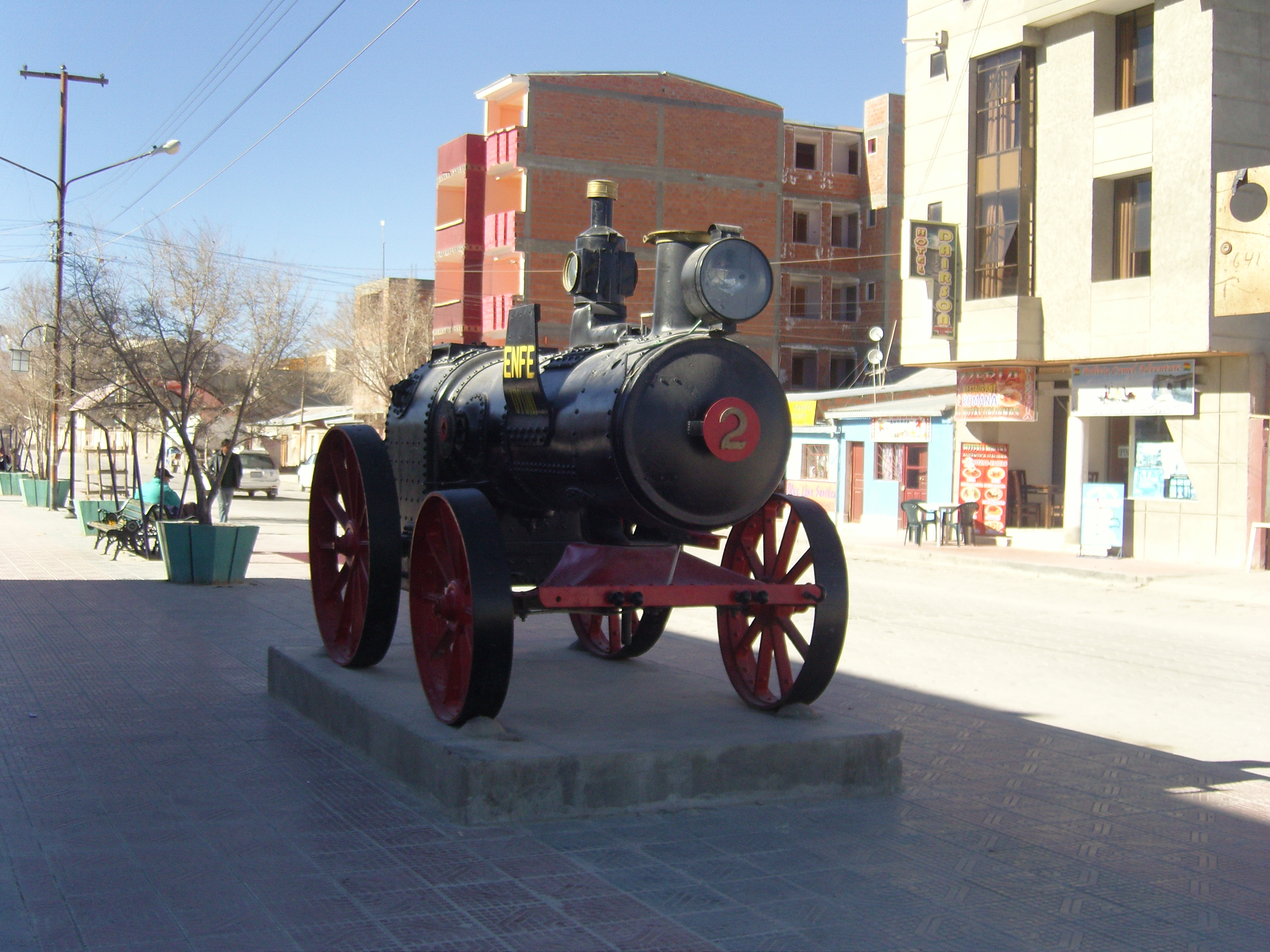